# 武岭蒋氏宗谱
《武岭蒋氏宗谱》是近现代华人世界中。记载蒋中正家族的历代族人。曾经历1917、1948、2013年等历次修撰。

## 历史
1917年，溪口蒋氏曾修《武岭蒋氏宗谱》。抗日战争时期，任赣州公署专员的蒋经国在日军进逼浙江战况危急之际专门抢出携往江西。
20世纪40年代，蒋家有续修宗谱之意，参考著名学者沙孟海意见。沙氏撰写《先系考》一篇，并专门研究浙东蒋氏各类谱牒长达三年。沙氏后被拟为四编纂之一。陈布雷梳理了清全祖望撰写的《蒋金紫园庙碑》。
1948年，蒋中正敦请机要陈布雷为宗谱总编纂，吴稚晖为总裁、沙孟海等为编纂，当年完成了《武岭蒋氏宗谱》的修撰，并由中华书局出版。之后64年，海峡两岸未曾大修。
2013年，《武岭蒋氏宗谱》再次大修。宗谱记录了蒋氏7房逾7000位后人。宗谱还包括移居台湾的蒋氏家族后人逾500位。现为蒋氏最为完备的宗谱，也是中华族谱的代表之一。在修订台湾蒋氏后人部分时，还得蒋方智怡女士帮助。
《武岭蒋氏宗谱》修订历时18个月。宗谱共有30卷，每卷6册，总重达30余公斤。并有3套在2013年专程运往台湾。
2013年9月29日，新修订的《武岭蒋氏宗谱》落户蒋介石的家乡浙江奉化。
2013年12月，在浙江奉化溪口举行《武岭蒋氏宗谱》圆谱庆典，有上万人参加。海外蒋氏后人如蒋方智怡、蒋友松夫妇等应邀参加。

## 宗谱
据严谨考据，北宋明州通判蒋宗霸、大臣蒋浚明是奉化蒋氏的直系先祖。奉化蒋氏第一代为蒋光，五代时因躲避战乱而移居明州，定居今宁波城南采莲桥蒋家带。二世蒋宗霸，始迁奉化三岭村，是奉化蒋氏始迁祖。蒋宗霸之孙蒋浚明为为奉化蒋氏三世祖。第十三世元朝人蒋仕杰，由奉化修峰岭移居奉化武岭溪口，是蒋中正溪口蒋氏的始迁祖。

## 代表人物
- 五代十国：蒋光
- 宋：蒋宗霸、蒋浚明、蒋岘（徙居余姚，后人有蒋梦麟）
- 元：蒋仕杰
- 明清：蒋韶年、蒋攸铦

## 关联条目
- 蒋中正家族